# Anaespogonius omeimontis
Anaespogonius omeimontis är en skalbaggsart som beskrevs av J. Linsley Gressitt 1938. Anaespogonius omeimontis ingår i släktet Anaespogonius och familjen långhorningar. Inga underarter finns listade i Catalogue of Life.